# البوذية المشاركة

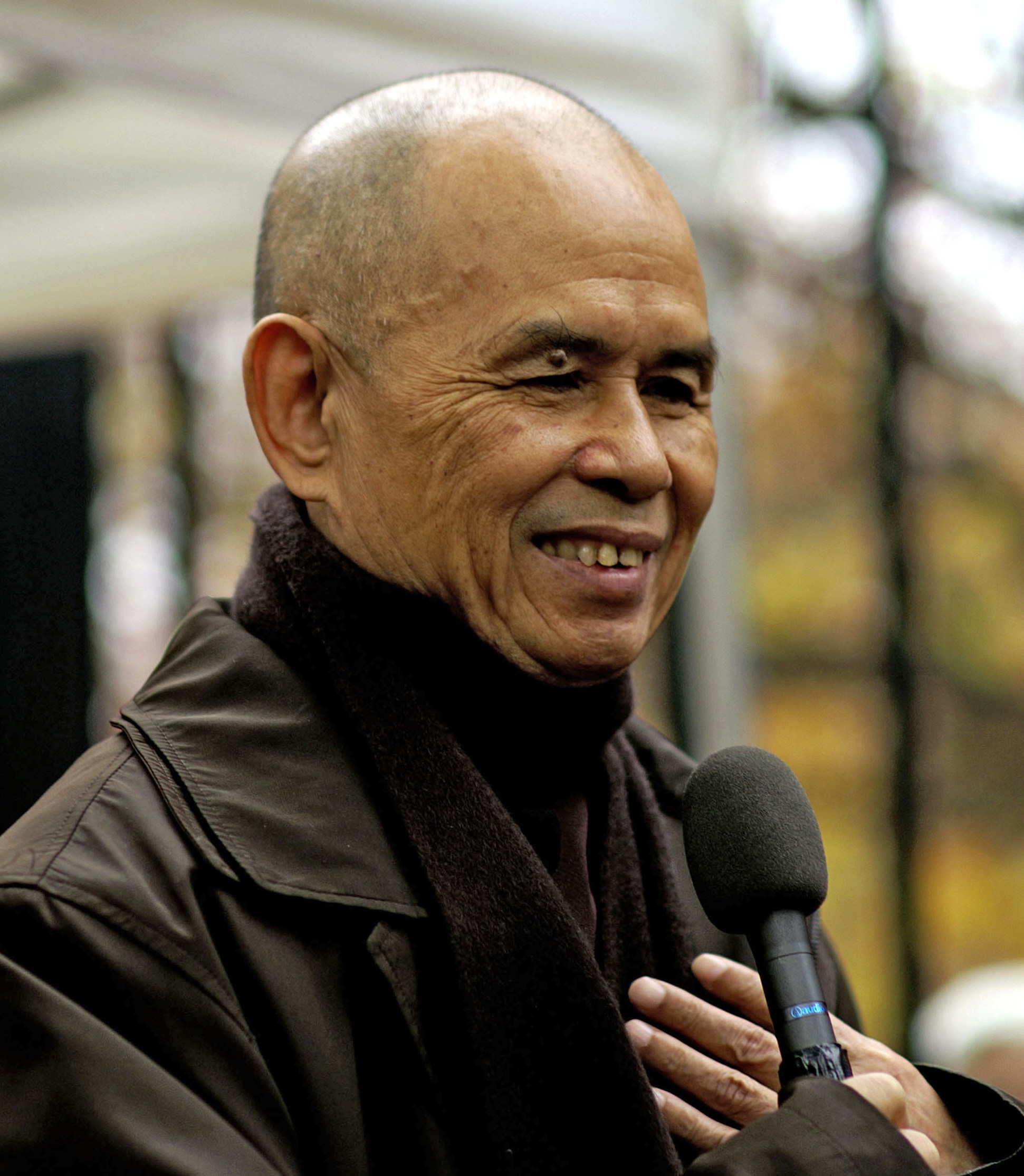

تشيرُ البوذيّة المشارِكة إلى البوذيّين الذين يسعون للوصول إلى طرقٍ يطبّقون من خلالها الأفكار العملية للتأمّل وتعاليم الدارما في المواقف الاجتماعيّة، السياسيّة، البيئية، المعاناة الاقتصادية، والظلم. وقد وجدت البوذية المشاركة جذوراً لها في فييتنام من خلال المعلم البوذي الزنّي ثيت نات هانه.
انتشرت البوذية بشكل واسعٍ بين الشعوب في الغرب.

## الأصول
صاغ هذا المصطلح المعلّم الفييتنامي البوذي الزنّي ثيت نات هانه،[بحاجة لمصدر] مستوحياً إياه من حركة إصلاح البوذية الإنسانية humanistic Buddhism reform movement في الصين من قبل تايكسو Taixu وينشون Yinshun ثم انتشرت في وقت لاحق في تايوان من قبل تشنغ ين Cheng Yen وهسينغ يان Hsing Yun. استخدم ثيت نات هانه في البداية اللغة الصينية الفصحى* Literary Chinese، وهي اللغة الشعائريّة للبوذيّة الفيتنامية، واصفاً إياها بالبوذية الدنيويّة Worldly Buddhism أو باللغة الصينيّة 入世 佛教 . خلال حرب فيتنام، قام ثيت نات هانه متعاوناً مع السانغا (المجتمع الروحي) ببذل جهودٍ كبيرة للتعامل مع المعاناة التي شهدوها من حولهم في فترة الحرب، وكان ذلك -بشكل جزئيّ- من خلال استقطاب النشاط اللّاعنفي عند مهاتما غاندي في الهند والقس مارتن لوثر كينغ في الولايات المتحدة ونشره في فييتنام للحدّ من النزاع القائم. لقد رأوا هذا العمل كجزء من ممارسات التأمّل والوعي، وليس بعيداً عنها على الإطلاق. أوجز ثيت نات هانه أربعة عشر تفسيرا للبوذيّة المشاركة، وهذه التفسيرات هي التي شرحت فلسفته.
ومنذ ذلك الحين، تمّ إعادة تعبير البوذيّة المشاركة إلى اللغة الصينية باعتبارها بوذيّة يساريّة (左翼 佛教) للدلالة على النبرة اليساريّة الذي يتكلّم بها هذا النوع من البوذيّة. وقد استخدم مصطلح البوذية المشاركة أيضًا كترجمة لما يُفهم عمومًا في الصين وتايوان على أنه بوذية إنسانيّة (人間 佛教).
حدّد الكاتب الأندونيسي والبولا راهولا Walpola Rahula في وقتٍ مبكّر من عام 1946 روحًا اجتماعيّة صريحة موجودة في أوّل التعاليم المحفوظة لبوذا، مشيرًا إلى أنّ بوذا قد شجّع الرهبان الأوائل على السفر من أجل الاستفادة من أكبر عدد من الأشخاص، وأنّ خطاباته لعامّة الشعب غالباً ما احتوت على تعليماتٍ عمليّة حول المسائل الاجتماعيّة والاقتصاديّة، بدلاً من أن تكون معنيّة بشكلٍ خاصّ بمخاوفَ فلسفيّة أو لاهوتيّة.

## البوذية المشاركة اجتماعيّاً في الغرب
في الغرب، وكما هو الحال بالنّسبة للشرق، أصبحت البوذيّة المشاركة وسيلة لمحاولة ربط الممارسة البوذيّة الأصيلة -ولا سيما الوعي الكامل- مع العمل الاجتماعي. ولها مركزان رئيسيّان يتزعّمهما ثيت نات هانه وتنشر نهجها من خلالهما، وهما: مجتمع الرهبان monastic community في قرية بلوم في لوبس-بيرناك، بفرنسا وجماعة العيش اليقظ Community of Mindful Living(CML) في مدينة بيركلي بولاية كاليفورنيا الأمريكيّة. يرتبط كلّاً من المركزين بالطائفة البوذية الموحدة لثيت نات هانه. إلى جانب جهود هانه، عبّر الدلاي لاما الحالي عن الحاجة إلى مشاركة البوذيين بشكلٍ أكبر في المجال الاجتماعي والسياسي:
وقد أنشأ المسيحيّون عدّة مجموعات في محاولات إحلالِ السّلام ونشر الأمل في نفوس من أصيب بالضيق في خضمّ المآسي السياسيّة والاجتماعية التي كانت سائدة آنذاك. لا تهدف هذه المجموعات التبشيريّة إلى إثارة التوتّر أو العنف بين الجماعات أو الأفراد، أو فرض أيّ حلولٍ على الأفراد، ولكنّ هدفهم كان توفير الراحة وإظهار أعمال الحبّ والإحسان.
إن مّنظمات مثل منظمة سوكا غاكاي العالمية، زمالة السلام البوذية، منظّمة الإغاثة البوذية العالمية، الشبكة الدوليّة للبوذيين المشاركين، صانعي السلام الزنّيون بقيادة المعلّم بيرنارد غلاسمان وجماعة رهابنة التداخل الوجودي هي منظّمات مكرّسة لبناء حركة البوذيين المشاركين. وتشمل المجموعات البوذية المشاركة الأخرى: المنظّمة الخيريّة للتّنمية الصحة والبصيرة، ومشروعات غادين للإغاثة، وشبكة المنظّمات البوذيّة في المملكة المتّحدة، ومنظّمة فو غوانغ شان، ومؤسّسة تزو تشي.
ومن الشخصيّات البارزة في الحركة المعلّم روبرت آيتكين،, جوانا ماسي،, جاري سنايدر، آلان سينوك، سولاك سيفاراكسا، ماها غوساناندا، سيلفيا فيتزيل، جوان هاليفاكس، تارا براش تايغن دان لايتون، كين جونز، يان ويليس وبيكو بودي.
كانت اللغة الصينية الفصحى (بالفيتنامية: cổ văn 古文 أو văn ngôn 文言) هي الأساس اللغوي لكلّ الكتابات والرسائل الرسمية في تاريخ فييتنام حتى أوائل القرن العشرين واستعيض عنها بعد ذلك باللغة العامّة باستخدام الأبجدية اللاتينية الفييتنامية.